# Batalla d'Otumba
La batalla de Otumba va ser un enfrontament entre les forces mexiques i aliades encapçalades pel cihuacóatl Matlatzincátzin i les d'Hernán Cortés conformades pels conqueridors espanyols i aliats tlaxcalteques, que es va dur a terme el 7 de juliol de 1520 aTemalcatitlán[3] —una plana pròxima a Otumba— durant el desenvolupament de la Conquesta de Mèxic. El resultat de la batalla va ser una victòria per als espanyols, la qual va permetre a Cortés tornar a reorganitzar el seu exèrcit, el qual havia sofert baixes uns dies abans en l'episodi conegut com la Nit Trista. Un any més tard, mitjançant el reforç del seu exèrcit amb nous homes i pertrets, i la creació d'aliances amb els pobles indígenes que havien estat subjugats pels mexiques, Cortés va aconseguir assetjar i conquistar Mèxic-Tenochtitlan.
La victòria de l'exèrcit de Cortés, en extrema inferioritat numèrica, va canviar el rumb de la conquesta de Mesoamèrica i ha estat reconeguda com una de les més grans gestes bèl·liques en la història de l'Imperi Espanyol.

Ruta de fuita dels espanyols cap a Tlaxcala després de la Nit Trista.

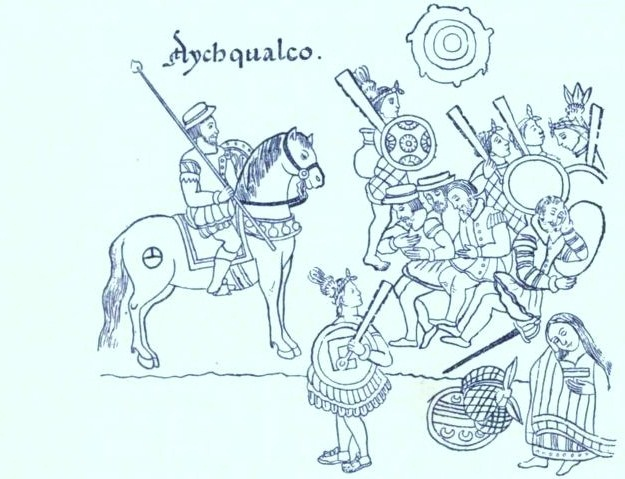
Aychqualco en el Llenç de Tlaxcala. S'observa un grup d'espanyols i tlaxcalteques descansant i un altre muntant guàrdia.

## Avaluació
Segons l'historiador mexicà Juan Miralles: "Otumba va significar una batalla d'unes repercussions polítiques immenses. Allí es va revertir la marea. Els espanyols, que fins al moment eren una partida de fugitius, van passar a ser els vencedors de la més gran batalla, en nombre de participants, mai lliurada en sòl mexicà. I això es va aconseguir sense les armes de foc i sense experimentar la pèrdua d'un sol home. Sobre Otumba, pràcticament tots, fins als més acèrrims enemics de Cortés, estan d'acord a afirmar que el cop d'audàcia d'aquest va resultar definitiu per al desenllaç de la batalla."